# 演化神经科学
演化神经科学是对神经系统的演化的科学研究。演化神经科学家研究神经系统结构、功能和涌现特性的演化和自然历史。该领域借鉴了神经科学和生物学的概念和发现。从历史上看，大多数实证工作都在比较神经解剖学领域，而现代研究经常使用系统发育比较法。同时，选择性育种和实验演化方法也被频繁地使用。 
从概念上和理论上讲，该领域与认知基因组学、神经遗传学、发育神经科学、神经行为神经行为学、比较心理学、 演化發育生物學 、行为神经科学、认知神经科学、行为生态学、生物人类学和社会生物学等多种领域相关。
演化神经科学家检查基因、解剖学、生理学和行为的变化，以研究大脑变化的演化。 他们研究多种过程，包括声音、视觉、听觉、味觉和学习系统的演变以及语言的演变和发展。  此外，演化神经科学家研究大脑中特定区域或结构的演化，例如杏仁核、前脑和小脑以及运动或视觉皮层。 

## 历史
对大脑研究始于古埃及时代，但演化神经科学领域的研究始于1859年达尔文的《物种起源》出版后。当时，大脑演化在很大程度上被视为与错误的存在锁链理论有关，系统发育和大脑的演化过程仍然被视为线性的。 在 20 世纪初出现了几种新的流行的演化理论。基于自然选择和变异的原则的达尔文主义，基于后天性状的传承的拉马克主义，基于追求完美的趋势引导演化的假设的定向演化，而跳跃论则认为不连续的变异会产生新的物种。 达尔文主义最终成为了最被接受的理论，并被人们用于理解动物及其大脑演化方式的方法。 
荷兰神经学家Ariëns Kappers于1936年出版的《The Comparative Anatomy of the Nervous System of Vertebrates Including Man》一书（1921年首次以德文出版）是该领域的里程碑式的出版物。在现代演化综论建立之后，比较神经解剖学的研究开始从演化的角度进行，并在现代结合了发育遗传学。  如今人们遍认为，随着时间的推移，物种间的系统发育变化是独立发生而非线性的，同时大脑大小的增加与神经中心和行为复杂性的增加相关。 

### 主要论点
随着时间的推移，有几个论点将定义演化神经科学的历史。首先是艾蒂安·若弗鲁瓦·圣伊莱尔和乔治·居维叶之间关于“共同计划与多样性”的争论。  若弗鲁瓦认为所有动物都是基于单一的计划或原型建造的，他强调了生物体之间同源性的重要性，而居维叶则认为器官的结构是由它们的功能决定的，了解一个器官的功能有助于发现其他器官的功能。  他认为至少有四种不同的原型。 在达尔文之后，演化论被更多人接受，若弗鲁瓦的同源结构思想被更多人接受。 第二个主要论点是存在锁链与系统发生丛的争论。  存在锁链（后被称为系统发育尺度）基于系统发育是线性的或类似沿着特定方向的前提，而系统发生丛论则是基于系统发生是非线性的并且更像灌木四处发散而不是沿着特定方向的想法。 今天人们普遍认为系统发育是非线性的。 第三个主要论点涉及大脑的大小，以及究竟是大脑的相对大小还是绝对大小对于大脑的功能更有关。 在 18 世纪后期，人们确定大脑与身体的比例会随着身体大小的增加而降低。 然而，如今的人们更加关注大脑的绝对大小，因为这与内部结构和功能、结构复杂程度以及大脑中白质的数量成正比，所有的这些证据都表明绝对大小是更好的大脑功能预测指标。 最后，第四个论点是自然选择（达尔文主义）与发展限制（协同演化）的论点。 现在人们普遍认为，发育的演化是导致成年物种表现出差异的原因，演化神经科学家认为大脑功能和结构的许多方面在物种之间是保守的。 

### 技术
纵观历史，我们可以看到演化神经科学如何依赖于生物学理论和技术的发展。 演化神经科学领域受到了新技术发展的影响，科研人员们利用这些新技术来发现和检查神经系统的不同部分。1873 年，卡米洛·高尔基设计了硝酸银方法，该方法让在细胞水平上描述大脑成为可能，而不是简单的总体水平。  圣地亚哥·拉蒙-卡哈尔和佩德罗·拉蒙使用这种方法分析了大脑的许多部分，拓宽了比较神经解剖学的领域。 在 19 世纪下半叶，新技术使科学家能够识别大脑中的神经元细胞群和纤维束。  1885 年，Vittorio Marchi发现了一种染色技术，可以让科学家看到在有髓轴突中诱发的轴突变性，1950 年，“original Nauta procedure”可以更准确地识别退化的纤维，而在 1970 年代，多个分子示踪剂被发现，并被应用至今。 在过去的 20 年中，分支学也已成为观察大脑变化的有用工具。 

## 人类大脑的演化
达尔文的理论让人们开始思考动物及其大脑的演化方式。 

### 爬行动物的大脑
爬行动物的大脑皮层与哺乳动物的相似，但更加简化。 尽管人类大脑皮层的演化和功能仍然笼罩在迷云之中，但我们知道它是近期演化中大脑变化最剧烈的部分。

### 视觉感知
关于视觉感知如何在演化中发展的研究今天主要通过研究现代灵长类动物来进行，因为仅通过分析化石头骨无法确定大脑的组织。

### 听觉感知
人类听觉皮层的组织分为核心区（包括初级皮层，A1）、带状区（belt；二级皮层，A2）和伞带区（parabelt；三级皮层，A3)。这与现在的灵长类动物非常相似。

### 语言发展
人类灵长类动物亲属拥有丰富的认知生活的证据是广泛的，并且大量的特定行为符合达尔文的理论。   然而，直到最近，研究在演化语言学的背景下忽视了非人类灵长类动物，主要是因为与学习发声的鸟类不同，我们的近亲似乎缺乏模仿能力。从演化的角度来看，有大量证据表明语言概念的遗传基础已经存在了数百万年，就像今天观察到的许多其他能力和行为一样。
虽然演化语言学家同意发声和表达语言的意志控制是人类历史上最近的一次飞跃，但这并不是说听觉感知也是最近的发展。大量的证据表明明确的神经通路将皮质连接到大脑中组织听觉感知。因此，问题在于我们模仿声音的能力。 
除了灵长类动物学习声音的能力不足之外，研究表明它们学习和使用手势的能力要好得多。视觉线索和运动路径在我们演化的数百万年前就已经形成，这似乎是早期理解和使用手势能力的原因之一。 

## 扩展阅读
- 大脑的演化
- 神经系统的演化
- 演化生理学
- 演化心理学
- FOXP2 与人类演化
- 神经行为学